# Jonathan Tamimi
Jonathan Walid Tamimi Syberg (12 ottobre 1994) è un calciatore svedese naturalizzato giordano, difensore dell'Kauno Žalgiris.

## Carriera
Tamimi ha giocato con l'Hammarby sin dall'età di 5 anni.
Il 19 settembre 2013 ha anche esordito in prima squadra, nella vittoria casalinga per 3-1 sul GAIS. Ha poi giocato titolare anche i successivi incontri di lì fino al termine del campionato per un totale di 7 presenze, con la squadra biancoverde che aveva già perso nel frattempo le speranze di essere promossa in Allsvenskan.
Nel corso del campionato di Superettan 2014, concluso proprio con la vittoria dell'Hammarby, Tamimi non ha collezionato alcuna presenza.
Nonostante il giocatore avesse ancora un anno di contratto con l'Hammarby, nel precampionato della stagione 2015 si è trasferito a titolo definitivo allo Jönköpings Södra firmando un triennale. Anche in questo caso la sua squadra ha vinto il campionato di Superettan ma, a differenza del successo ottenuto l'anno precedente con l'Hammarby, Tamimi stavolta ha contribuito con 18 presenze di cui 10 da titolare. L'8 maggio 2016 ha giocato la sua prima partita nella massima serie svedese all'ottava giornata dell'Allsvenskan 2016, ma il suo utilizzo nel corso della stagione è stato limitato a 9 presenze. Durante il campionato 2017 ha trovato leggermente maggiore spazio, partendo comunque dalla panchina in gran parte delle partite giocate.
Non avendo ricevuto un rinnovo contrattuale al termine di un'Allsvenskan 2017 in cui lo Jönköpings Södra è retrocesso, Tamimi ha potuto firmare a parametro zero con il GIF Sundsvall, rimanendo così in Allsvenskan. Prima dell'inizio della stagione 2019 le due parti hanno concordato un prolungamento fino al 2021, ma la retrocessione del GIF Sundsvall giunta al termine dell'Allsvenskan 2019 ha portato il giocatore ed il club ad accordarsi per la rescissione dopo i due anni di militanza.
Tamimi ha continuato a giocare nel campionato di Allsvenskan visto che l'11 giugno 2020 è stato presentato dal neopromosso Mjällby con un accordo che inizialmente era di brevissima durata fino al successivo 31 luglio, ma che poi è stato prolungato fino alla fine dell'anno.
Nel febbraio del 2021 si è unito a un'altra neopromossa del campionato di Allsvenskan, il Degerfors, in questo caso con un contratto biennale. Nonostante ciò, dopo un campionato in cui ha totalizzato 2 presenze da titolare e 16 da subentrante, nel dicembre dello stesso anno ha sfruttato una clausola per lasciare la squadra.
Nel febbraio 2022 si è accasato al Brage, scendendo dunque nel campionato di Superettan, rimanendovi per due stagioni fino alla scadenza contrattuale.
La sua carriera è poi continuata in Giordania con l'ingaggio a parametro zero, avvenuto nel marzo 2024, da parte dell'Al-Hussein.